# Rebel sense causa
Rebel sense causa (títol original en anglès Rebel Without a Cause) és una pel·lícula de Nicholas Ray estrenada el 1955 i doblada al català.

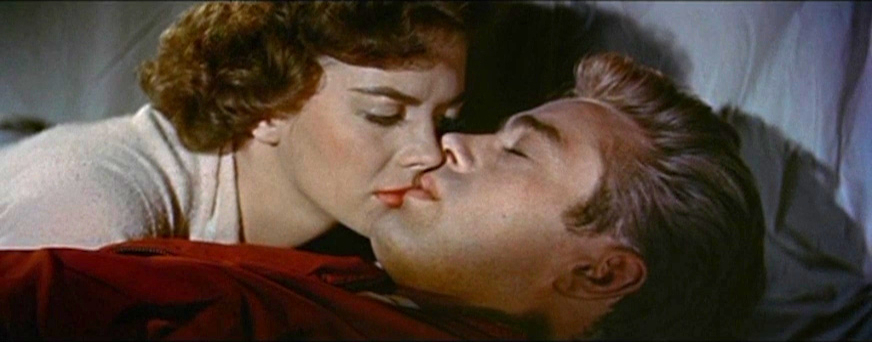
Natalie Wood i James Dean.

## Argument
Jimmy Stark (James Dean), estudiant d'institut, és un noi particularment difícil: confús i desorientat, es veu freqüentment embolicat en baralles i conflictes, a conseqüència dels quals la seva família (és fill únic), es veu obligada a un permanent pelegrinatge d'una ciutat a l'altra. Arribat a una nova localitat, en la qual també trobarà nous sentiments fins llavors desconeguts, l'amor de Judy (Natalie Wood) i l'amistat admirativa de 'Platón' Crawford (Sal Mineo), un noi encara més jove que ell, no triga a sostenir el seu enèsim enfrontament, encara que, en aquesta ocasió, les conseqüències seran molt més terribles...

## Repartiment
- James Dean: Jim Stark
- Natalie Wood: Judy
- Jim Backus: el pare de Jim
- Ann Doran: la mare de Jim
- Sal Mineo: Platon
- Corey Allen: Buzz
- Dennis Hopper: Goon
- Rochelle Hudson: la mare de Judy
- William Hopper: el pare de Judy
- Virginia Brissac: l'àvia de Jim
- Nick Adams: Moose
- Jack Simmons: Cookie

## Al voltant de la pel·lícula
- La pel·lícula es va estrenar un mes després de la defunció del seu actor principal, James Dean, per a qui es tractava només de la segona pel·lícula. La primera va ser A l'est de l'edèn. El tercer i últim film de l'actor, rodat l'any de la seva mort, el 1955, és Gegant.
- Al principi, en la primera temptativa d'adaptació del llibre, la Warner havia pensat en Marlon Brando al paper principal. No serà fins alguns anys més tard que la pel·lícula es farà. Va ser Elia Kazan, que acabava de rodar A l'est de l'edèn, qui va fer que Nicholas Ray tries el jove James Dean pel paper de Jim Stark
- Jayne Mansfield havia d'interpretar el paper de Judy. Però va ser finalment Natalie Wood, menys ingènua del que el realitzador es pensava en un principi, qui va aconseguir el paper. Ray hauria tingut una relació amb ella durant un temps.
- És el primer verdader paper per a Dennis Hopper, que no havia fet fins llavors més que una aparició a l'anterior pel·lícula del director Johnny Guitar.
- Altres dos actors que van actuar en aquesta pel·lícula van morir en circumstàncies estranyes: Natalie Wood es va ofegar el 1981 i Sal Mineo va ser assassinat el 1976 per raons que continuen sent fosques actualment.
- Al principi, la pel·lícula havia de ser rodada en blanc i negre.
- L'escena de la baralla amb ganivets va ser realitzada pels actors amb ganivets de veritat. Només una cota de malles els va protegir dels cops perduts. Frank Mazzola, que havia estar membre d'una banda de Hollywood, va ensenyar a James Dean com manejar un ganivet.
- James Dean va ser ferit al puny en l'escena del quarter de la policia on picava fort amb el puny sobre el taulell. Va agafar a més la malària en el rodatge...
- El nom de Stark ve de Trask, el nom del personatge de James Dean en el seu primer i precedent film, A l'est de l'edèn.
- Una escena de petó entre Plato i Jim en el guió original va ser censurada.
- L'escena amb el simi va ser una total improvisació de James Dean.
- El director fa un cameo a l'última escena, caminant cap a l'edifici.
- El tema musical de Leonard Rosenman té una estranya semblança amb el de Marnie d'Alfred Hitchcock, amb música de Bernard Herrmann estrenada el 1964

## Premis i nominacions

### Nominacions
- Oscar al millor actor secundari per Sal Mineo[3]
- Oscar a la millor actriu secundària per Natalie Wood[3]
- Oscar al millor guió original per Nicholas Ray[3]
- BAFTA per la millor pel·lícula
- BAFTA al millor actor estranger per James Dean